# Stemmiulus
Stemmiulus är ett släkte av mångfotingar. Stemmiulus ingår i familjen Stemmiulidae.

## Dottertaxa tillStemmiulus, i alfabetisk ordning[1]
- Stemmiulus adisi
- Stemmiulus albicephalus
- Stemmiulus albicollis
- Stemmiulus altipratensis
- Stemmiulus amazonicus
- Stemmiulus aoutii
- Stemmiulus badonnelli
- Stemmiulus bellus
- Stemmiulus beroni
- Stemmiulus bioculatus
- Stemmiulus biroi
- Stemmiulus bogotensis
- Stemmiulus calcarifer
- Stemmiulus calvus
- Stemmiulus camerounensis
- Stemmiulus canalis
- Stemmiulus cognatus
- Stemmiulus craurus
- Stemmiulus debilis
- Stemmiulus diversicolor
- Stemmiulus drymophilus
- Stemmiulus elegans
- Stemmiulus feae
- Stemmiulus furcosus
- Stemmiulus genuinus
- Stemmiulus giffardi
- Stemmiulus gilloni
- Stemmiulus hortensis
- Stemmiulus howelli
- Stemmiulus infelix
- Stemmiulus infuscatus
- Stemmiulus jocquei
- Stemmiulus keoulentanus
- Stemmiulus kivuensis
- Stemmiulus labbanus
- Stemmiulus lacustris
- Stemmiulus latens
- Stemmiulus lavellei
- Stemmiulus lejeunei
- Stemmiulus leucus
- Stemmiulus major
- Stemmiulus malkini
- Stemmiulus marginandus
- Stemmiulus meinerti
- Stemmiulus monticola
- Stemmiulus morbosus
- Stemmiulus nigricollis
- Stemmiulus nimbanus
- Stemmiulus oculiscaptus
- Stemmiulus ortonedae
- Stemmiulus pallicollis
- Stemmiulus parallelus
- Stemmiulus penicillatus
- Stemmiulus perexiguus
- Stemmiulus perparvus
- Stemmiulus pictus
- Stemmiulus proximatus
- Stemmiulus pullulus
- Stemmiulus ramifer
- Stemmiulus recedens
- Stemmiulus regressus
- Stemmiulus royi
- Stemmiulus ruthveni
- Stemmiulus saloumensis
- Stemmiulus simpliciter
- Stemmiulus sjoestedti
- Stemmiulus spinogonus
- Stemmiulus surinamensis
- Stemmiulus tremblayi
- Stemmiulus trilineatus
- Stemmiulus uluguruensis
- Stemmiulus unicus
- Stemmiulus usambaranus
- Stemmiulus wellingtoni
- Stemmiulus verus